# Алипова, Юлия Сергеевна
Юлия Сергеевна Алипова (род. 2 июля 1990 года в Джамбуле, Казахская ССР, СССР) — российская модель, победительница всероссийского конкурса «Мисс Россия 2014».

## Биография
Родилась 2 июля 1990 года в Джамбуле, Казахская ССР. Мать — Наталья Алипова, отец — Сергей Алипов. 
В детстве занималась бальными танцами. Окончила с отличием физико-математический лицей, затем получила два высших образования в Московском энергетическом институте по специальностям инженер-теплоэнергетик и переводчик с английского языка. Полтора года работала менеджером в ОАО «Восточная энергетическая компания» — филиал «Интер РАО».
В 2014 году, представляя Саратовскую область и Балаково, получила титул самой красивой девушки России, корону конкурса, 100 000 долларов от банка «Русский стандарт», автомобиль «Hyundai Solaris» в качестве приза, а также возможность представлять Россию на конкурсах «Мисс Мира» и «Мисс Вселенная».